# Pagne

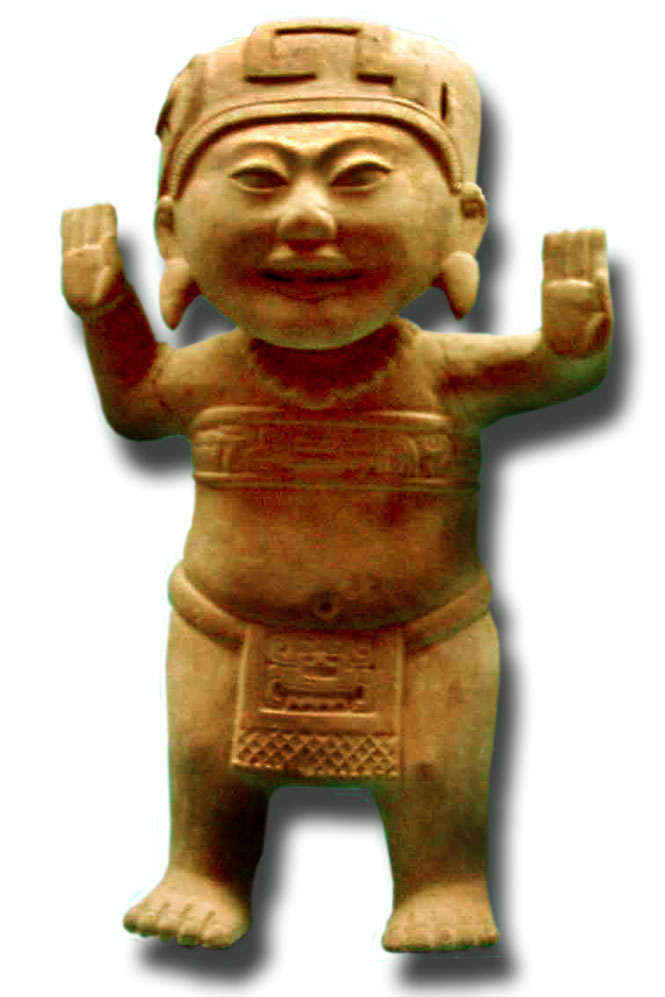
Le pagne est un vêtement ou une parure parmi les plus anciens (visible ici sur une sculpture de l'époque classique de Veracruz, au Mexique).
Chez les amérindiens Tekos (autrefois appelés Émérillons) de Guyane, ce type de petit pagne carré était réservé aux femmes et nommé tangue.

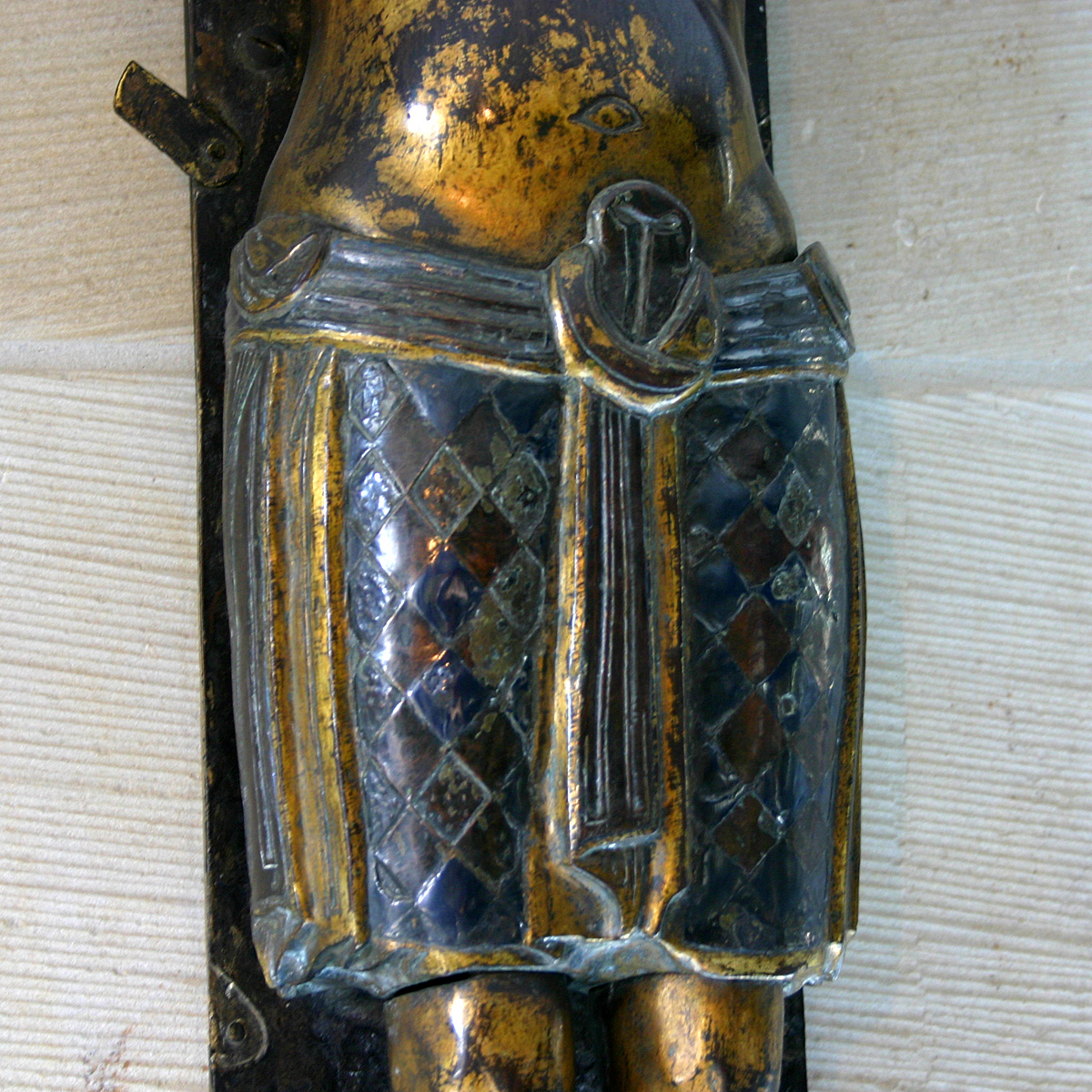
Pagne décoré, d'un christ en croix.

Le pagne est un vêtement léger porté dans les pays chauds. Il est fait d'une pièce de tissu, de cuir, de plume ou de matière végétale tressée généralement et rectangulaire, ajusté autour des hanches et descendant jusqu'aux cuisses (pagne court) ou aux chevilles (pagne long). Sa taille permet toujours au minimum de cacher les parties génitales.
Selon les époques, les cultures et les âges de la vie, le pagne est mixte ou tantôt porté par les femmes, par les hommes, dehors, ou à l’intérieur, à partir de l'adolescence en général.
C'est l'un des vêtements les plus simples à fabriquer et à porter, encore couramment utilisé, notamment dans les régions chaudes. Quelques créateurs de mode et artistes s'en inspirent.

## Étymologie et usage
Ce mot pourrait avoir été emprunté  à l'espagnol paño désignant le pan (de tissu) venant lui-même du latin pannus « morceau d'étoffe » .
Ce mot était féminin jusqu'au début du XIXe siècle. La Pérouse dans la description de ses voyages l'utilise pour désigner plus largement « un coupon d'étoffe qui sert à […] envelopper le corps » et en 1850 Flaubert l'utilise pour décrire « de petits caleçons de cuir » utilisés en Afrique. Une version en est décrite par J. W. Page en 1941 comme « un vêtement dont un pan est entouré autour de la taille et l'autre passé entre les jambes et ramené à la ceinture, l'extrémité libre flottant par-devant ». Il est généralement composé d'une seule pièce, ou d'une pièce et d'une ceinture.
Il peut être simple, coloré, imprimé, brodé ou décoré de diverses manières. Certains pagnes pouvaient être en tissu plissé pour leur partie inférieure, ou accompagnés de bijoux ou pièces d'étoffe décoratives.

## Utilisation, us et coutumes
Le pagne est apparu sous diverses formes sur les cinq continents. La toge romaine s'apparente ainsi à un grand pagne dont le port n'est pas éloigné du kenté que l'on trouve au Ghana.
Le pagne est toujours porté de nos jours dans plusieurs pays d'Amérique tropicale, d'Océanie et surtout d'Afrique où il conserve une empreinte particulièrement importante sur la mode vestimentaire.

## Variétés

### En Afrique
De très nombreuses sortes de pagne existent en Afrique, fabriqués avec les matériaux de la forêt ; en écorce battue ornée de motifs Mbuti par les Pygmées au Zaïre aux tissus les plus riches et complexes inspirés des techniques ancestrales, en passant par les pagnes colorés des Masaï et les pagnes courts et affriolants réservés à l'intimité dans l'Ouest et centre-ouest du continent.
Dans les pays du golfe de Guinée, de la Côte d'Ivoire au Sud du Nigeria, le pagne traditionnel était une pièce de tissu d'environ 1 m de large et 8,5 m de long, une forme qu'on retrouve également dans le sari/dhoti indien, la toge romaine et la forme ancienne du kilt écossais. Lors des occupations quotidiennes, le pagne était plié en deux dans le sens de la longueur et enroulé autour des hanches. Dans des situations plus solennelles, les cérémonies, ou bien quand il faisait froid, il était déplié et drapé, une partie s'enroulant autour de la taille et le bord libre rejeté derrière l'épaule gauche, ou parfois relevé sur la tête. Bien entendu, si un individu pouvait se permettre de posséder plusieurs pagnes, il utilisait les plus usés en position « travail » lors de ses occupations journalières et un pagne de bonne qualité drapé autour du corps pour les grandes occasions. À l'époque moderne, le pagne des femmes fut coupé pour former trois parties (pagne, corsage et surjupe ou châle). Celui des hommes n'est plus utilisé que pour de grandes occasions et/ou par les hommes d'un certain rang (prêtres, chefs traditionnels au Ghana, notamment).
On distingue en Afrique de l'Ouest le pagne kita ou kenté (Côte d'Ivoire et au Ghana), le pagne sénoufo (Côte d'Ivoire), le pagne baoulé (Côte d'Ivoire), le pagne wax. Les pagnes traditionnels gouro et yacouba sont considérés comme la reproduction du modèle baoulé. 

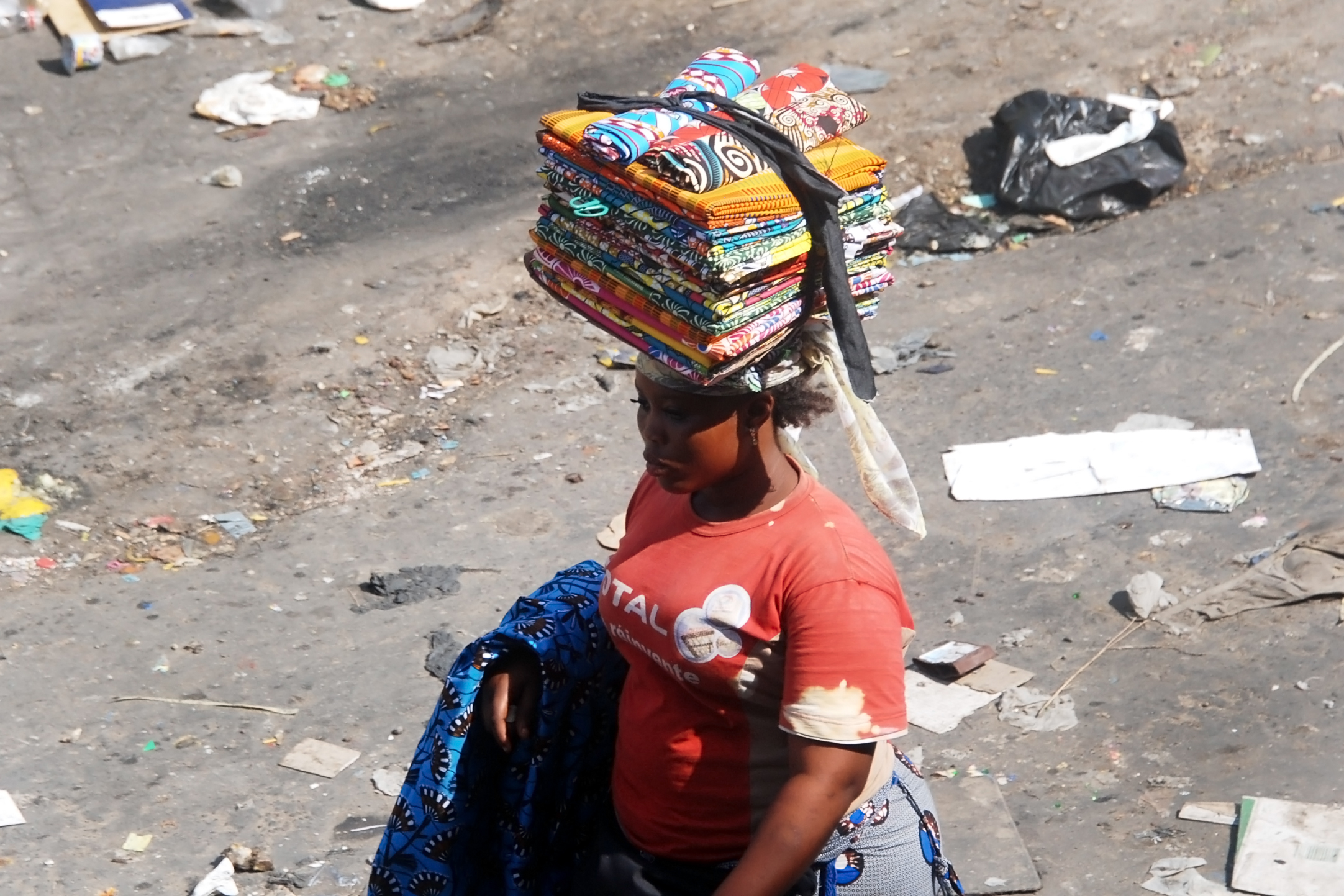
Vendeuse de pagnes à Abidjan, en Côte d'Ivoire.

On appelle pagne wax les tissus imprimés utilisés notamment en Afrique de l'Ouest mais aussi jusqu'en République démocratique du Congo, et dont la technique s'inspire des batiks javanais, réalisés avec des cires hydrophobes (wax signifie « cire »). Les premiers tissus de ce style ont d'ailleurs été ramenés par des mercenaires ghanéens travaillant en Indonésie pour les Britanniques et les Hollandais. La création et le tissage de ces pagnes ont donné lieu à une véritable industrie, les originaux ayant été produits en Hollande (real Dutch wax). Il existe des versions imprimées (faux-wax) très dynamiques en Côte d'Ivoire notamment. Les motifs, parfois humoristiques ou populaires (images de héros de série télévisée, formules chocs…) en sont dessinés par des artistes burkinabés, maliens, ivoiriens principalement, faisant souvent de ce vêtement un moyen de communication aux valeurs socio-symbolique marquées.

### En Polynésie
On appelle tapa les vêtements en forme de pagne décrits par les navigateurs européens du XIXe siècle constitués d'écorce ou de fibres végétales battues, utilisés en Polynésie (ex. : : sud du Vanuatu, îles Salomon et littoraux, nord-ouest de la Nouvelle-Guinée…).
Le paréo est un pagne long, constitué d'une étoffe légère porté comme un pagne, ou noué au-dessus des seins ou éventuellement au-dessus de l'épaule ou derrière le cou. Son usage s'est répandu dans le monde comme vêtement d'intérieur et de vacances, évoquant par leur forme et motifs (fleurs, végétaux…) les images paradisiaques de Tahiti, des vahinés… De nombreux créateurs de la haute couture et du prêt-à-porter s'en sont inspirés.

### En Amérique du sud

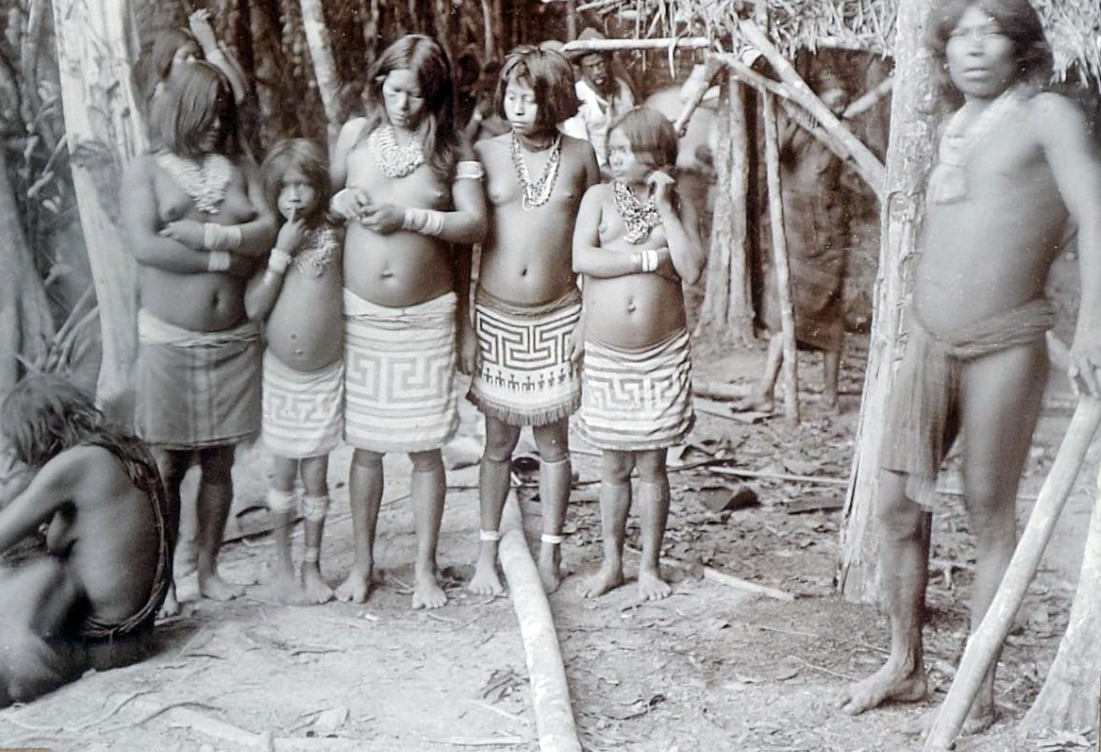
Famille surinamienne photographiée entre 1903 et 1904 lors d'une expédition sur la et ses environs, par (1876–1943).

Dans les Guyanes, le pagne traditionnellement rouge des amérindiens du plateau des Guyanes, dont par exemple celui des Wayapi de Guyane où aussi le « don du pagne » (ou du pangi) joue un rôle important chez les Ndjuka (société matrilinéaire d'origine africaine et implantée au Surinam et dans la région frontalière aux alentours de Saint-Laurent-du-Maroni) ; rituel qui marque le passage au statut de femme, préalable au mariage et au droit d’avoir, si elle le souhaite, son propre abattis (différent de celui de sa mère) et d'avoir — tant qu’elle n’est pas mariée — les relations sexuelles de son choix à condition que cela se fasse dans une relative discrétion. Le don du pagne s'effectue quand la mère de la jeune fille juge qu'elle est devenue femme, habituellement vers son dix-huitième anniversaire ou plus tôt en cas de grossesse. À partir de l'adolescence, les filles portaient un pagne plus court de type cache-sexe, en tissus de plusieurs couleurs ou orné de dessins.

## Types de pagne
Il existe des centaines de sortes de pagnes différents selon l'âge et les activités, ainsi que pour l'intimité.
Le pagne blanc de la mariée, chez certaines ethnies africaines attachant une grande importance à la virginité, devait être taché de sang le lendemain de la nuit de noces pour prouver la virginité de la mariée. Il était ostensiblement promené dans les rues jusqu'à la concession du mari afin de montrer à sa famille que la mariée était vierge.
Les pagnes mortuaires sont spécifiquement décorés pour accompagner le défunt dans l'au-delà chez de nombreuses ethnies d'Afrique, d'Asie du Sud-Est ou de Madagascar, les individus devant dans certaines cultures préparer ou acheter ce pagne, ou en prévoir plusieurs au long de leur vie en Afrique chez les Manjaques. Les motifs de ces pagnes peuvent par exemple raconter la vie du défunt, décrire les rites et cérémonies du village ou décrire l'enterrement du mort.

### Pagne long
On appelle également « pagne » tout vêtement long qui donne l’apparence d’une jupe longue quand il est porté, mais qui n’est constitué que d’une seule pièce de tissu rectangulaire démunie de système de fermeture (il tient par le fait que le tissu est replié plusieurs fois sur lui-même à la ceinture, ou par un nœud). L’absence de couture permet une grande liberté de mouvement.

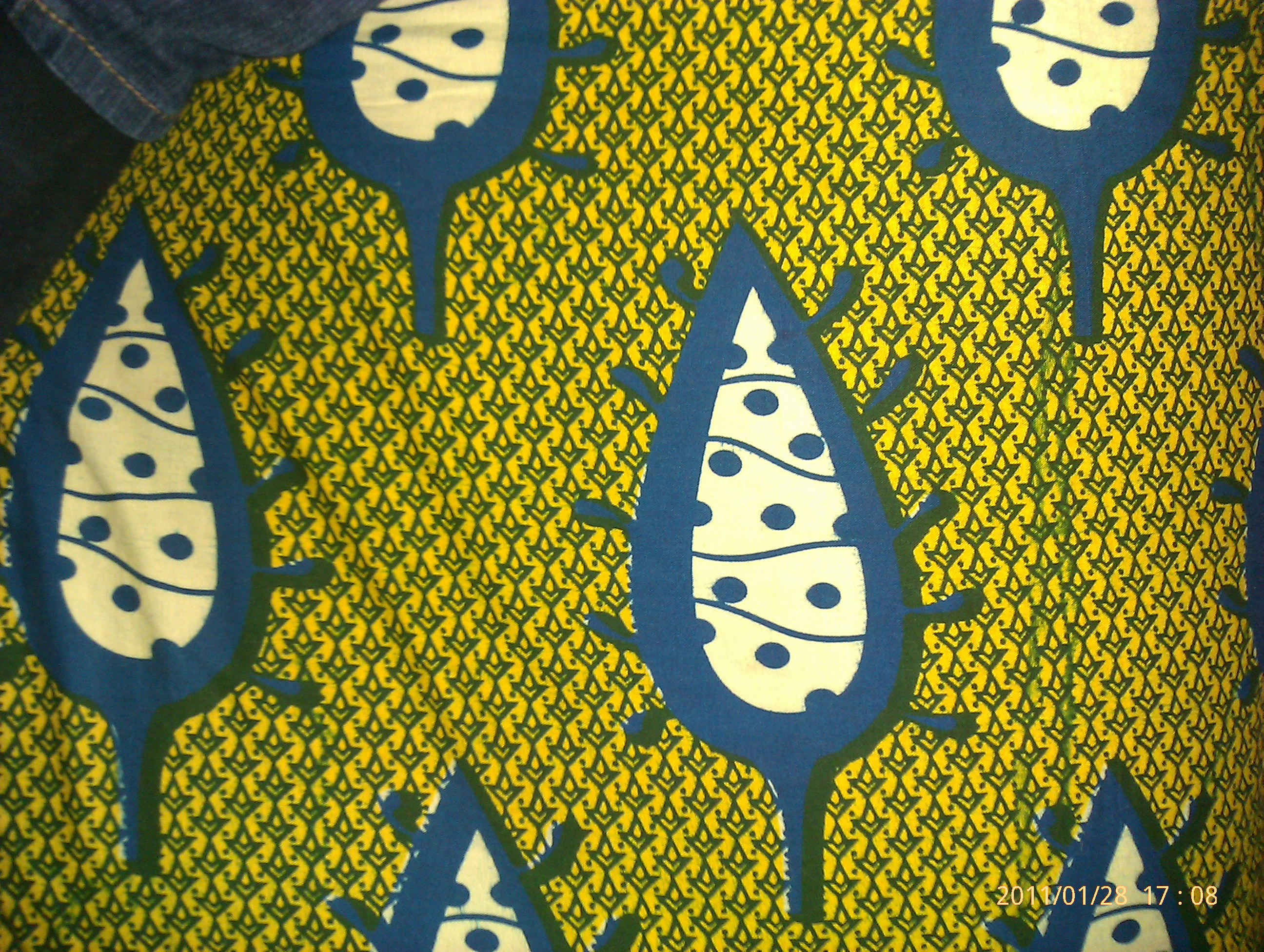
Exemple de motifs.

Par exemple au Mali (où le pagne bogolan est dessiné et porté par les femmes), il couvre le corps du nombril aux chevilles, donc s'arrêtant aux pieds. Il est traditionnellement constitué de sept bandes de coton cousues entre elles (Le : taafe en bamanan). Il est enroulé autour du corps, le côté droit attaché sur le côté gauche.
La décoration, divisée en cinq parties, a un sens symbolique :
- La bordure supérieure (fini siri (attacher) bolo, ou finitayoro), parfois plus solide, sert à nouer le pagne.
- Le bord droit (sokonon bolo ; so signifiant : la maison, et konon dedans/à l'intérieur, et bolo : main/ limite) n’est plus visible une fois le pagne noué, alors que la bordure gauche (kenema (dehors) bolo) est apparente.
- La bordure du bas (duguma bolo ou senkorola (duguma signifiant la terre/le sol, et sen le pied, Korola signifiant auprès de) est une bande décorative comportant des motifs associés à ceux du panneau principal central, finin ba (ba désignant la grand-mère, et finin l'étoffe).

Les motifs dessinés sur les pagnes en bogolan et leurs positions respectives symbolisent ou évoquent des récits d'événements réels ou mythiques. Les motifs, qui peuvent avoir plusieurs sens, portent des noms et ils protègent la femme qui porte le pagne. Ce sont souvent des stylisations d’empreintes d'homme ou d’un animal. Chez les Bambaras, les traces laissées sur le sol étaient réputées contenir une partie de la personne.
- Certains motifs sont créés à l’occasion d’un événement, et caractéristiques d’une ethnie ou d’une région et d’une époque.
- Différents pagnes sont portés selon le moment de la vie d'épouse ou de mère.
- Un motif différent peut marquer les angles du pagne.

La technique du Bogolan au Mali a été dans les années 1980 appropriée et transformée par des artistes maliens, sénégalais ou du Burkina Faso (ex. : : groupe malien Bogolan kasobané) qui dessinent sur des pièces de tissus.
Au sein du groupe ethnique des Kuba, les hommes tissent les pagnes, mais ce sont les femmes qui les décorent au moyen d'appliqués, de broderies et en ajourant le tissu.

### Pagne court
Il existe de nombreuses sortes de pagnes courts, dont en fibre, écorces battues, voire en simple ceinture de plumes chez certaines ethnies de la forêt sud-américaine.
En Afrique, une jupe-pagne est dérivée du pagne Wax et au Sénégal, le bethio, dit « Petit Pagne » (Bekou-soukar, tame thiere, keyitoukeur gui en wolof) est un vêtement, parfois ajouré, très lié à la séduction et à l’érotisme en Afrique, qui peut être porté avec un ou plusieurs colliers de perles autour des hanches (Dial Dialy est le collier porté par les femmes, Bine Bine étant celui porté par les jeunes filles, mot qui signifie aussi « doucement » en wolof) autour de la taille pour notamment mettre en valeur le corps dans certaines danses aux déhanchements évocateurs.
Ce vêtement a également été approprié par des artistes et créateurs, évoquant d’un certain point de vue le phénomène de la minijupe ou plutôt de la lingerie de séduction (charme ou sexy) en Occident, car porté à l’intérieur et dans l’intimité.

### Périzonium
Dans la culture chrétienne, le pagne porté par le Christ en croix s'appelle le périzonium.

## Évolutions récentes
Le paréo survit comme vêtement de plage, le temps des vacances, le modèle occidental a fait reculer le port du pagne dans de nombreux pays.
Quelques artistes ou praticiens de la mode tentent toutefois périodiquement de relancer l'intérêt du public pour les aspects pratiques et confortables de diverses sortes de pagnes, avec l'aide des autorités locales parfois, avec par exemple une Fête du pagne de trois jours créée à Douala en juin 2005, pour relancer le port du pagne, « encourager la créativité des couturiers et tailleurs », mais aussi « orienter la création vers des lignes et un esprit plus contemporains » des vêtements traditionnels[réf. non conforme].